# Districtul Leibnitz
Leibnitz  este un district politico-administrativ situat în sudul landului Steiermark din Austria. El ocupă o suprafață de 726,96 km2, are în anul 2016, 81.305 loc.

## Subîmpărțire administrativă
Districtul cuprinde 29 de comune, un oraș și 16 târguri
In paranteză apare nr. de loc. din anul 2016.
| Orașe - Leibnitz (11.906) Târguri - Arnfels (1.072) - Ehrenhausen an der Weinstraße (2.623) - Gamlitz (3.242) - Gleinstätten (2.825) - Gralla (2.267) - Großklein (2.246) - Heiligenkreuz am Waasen (2.758) - Lebring-Sankt Margarethen (2.155) - Leutschach an der Weinstraße (3.794) - Sankt Georgen an der Stiefing (1.492) - Sankt Nikolai im Sausal (2.204) - Sankt Veit in der Südsteiermark (4.069) - Schwarzautal (2.299) - Straß in Steiermark (4.901) - Wagna (5.538) - Wildon (5.367) | Comune - Allerheiligen bei Wildon (1.425) - Empersdorf (1.340) - Gabersdorf (1.173) - Heimschuh (1.998) - Hengsberg (1.464) - Kitzeck im Sausal (1.259) - Lang (1.281) - Oberhaag (2.210) - Ragnitz (1.451) - Sankt Andrä-Höch (1.728) - Sankt Johann im Saggautal (2.010) - Tillmitsch (3.208) |

|  |